# Mokronoge (Drvar)
Pour les articles homonymes, voir Mokronoge.
Mokronoge (en serbe cyrillique : Мокроноге) est un village de Bosnie-Herzégovine. Il est situé dans la municipalité de Drvar, dans le canton 10 et dans la fédération de Bosnie-et-Herzégovine. Selon les premiers résultats du recensement bosnien de 2013, il compte 316 habitants.

## Démographie

### Évolution historique de la population
| 1948 | 1953 | 1961 | 1971 | 1981 | 1991 | 2013 |
| ---- | ---- | ---- | ---- | ---- | ---- | ---- |
| -    | -    | 838  | 801  | 710  | 646  | 316  |

|  |